# Ingeborg-Bachmann-Preis 2001
Der Ingeborg-Bachmann-Preis 2001 war der 25. Wettbewerb um den Literaturpreis bei den Tagen der deutschsprachigen Literatur. Die Veranstaltung fand vom 27. Juni bis 1. Juli 2001 im Klagenfurter ORF-Theater des Landesstudios Kärnten statt.

## Autoren

### Erster Lesetag
- Ludwig Laher: Fluchtanstalt, vorgeschlagen von Konstanze Fliedl
- Heiner Link: Mütter und Fahrzeuge, vorgeschlagen von Robert Schindel
- Antje Rávic Strubel: Das Märchen von der selbstgewählten Entführung, vorgeschlagen von Denis Scheck
- Norbert Müller: Lustig in die Welt hinein (Romanauszug), vorgeschlagen von Birgit Vanderbeke
- Ute-Christine Krupp: Köln-Tokio, vorgeschlagen von Elisabeth Bronfen
- Brigitte Schär: Bloss ein Wintertag, vorgeschlagen von Thomas Widmer

### Zweiter Lesetag
- Michael Lentz: Muttersterben, vorgeschlagen von Burkhart Spinnen
- Annegret Held: Hesters Traum, vorgeschlagen von Robert Schindel
- Tanja Langer: Der Morphinist (Auszug), vorgeschlagen von Elisabeth Bronfen
- Robert Fischer: Sex kills. Eine griechische Affäre, vorgeschlagen von Elisabeth Bronfen
- Jenny Erpenbeck: Sibirien, vorgeschlagen von Konstanze Fliedl
- Ulrich Schlotmann: Die Freuden der Jagd (Auszug), vorgeschlagen von Denis Scheck

### Dritter Lesetag
- Katrin Askan: Landläufig, vorgeschlagen von Konstanze Fliedl
- Artur Becker: Onkel Jimmy, die Indianer und ich, vorgeschlagen von Birgit Vanderbeke
- Philipp Tingler: Umgang mit Konflikten, vorgeschlagen von Thomas Widmer
- Rainer Merkel: Romanauszug, vorgeschlagen von Burkhard Spinnen

## Juroren
- Elisabeth Bronfen
- Konstanze Fliedl
- Denis Scheck
- Robert Schindel (Juryvorsitz)
- Burkhard Spinnen
- Birgit Vanderbeke
- Thomas Widmer

## Preisträger
- Ingeborg-Bachmann-Preis (dotiert mit 300.000 ÖS): Michael Lentz
- Preis der Jury (dotiert mit 200.000 ÖS): Jenny Erpenbeck
- Ernst-Willner-Preis (120.000 ÖS): Antje Rávic Strubel
- 3sat-Preis (dotiert mit 100.000 ÖS): Katrin Askan